# 豪厄爾縣 (密蘇里州)
豪厄爾县（英語：Howell County）是美國密蘇里州南部的一個縣，南鄰阿肯色州。面積2,404平方公里。根據美國2000年人口普查，共有人口37,238人。縣治西普萊恩斯（West Plains）。
成立於1857年3月2日。縣名可能來自豪厄爾谷或紀念當地最早的殖民者詹姆斯 （或何西亞）·豪厄爾 （谷地也以其命名）。